# Creek (Toponym)
Creek ist eine Bezeichnung in der englischen Sprache für kleinere Wasserläufe oder Buchten und ähnliche andere Gewässer- und Talungsformen.

## Etymologie
Das Wort kommt aus mittelenglisch creke, aus altnordisch kriki. Das Wort bezeichnet ursprünglich primär kleine schmale Mündungsbuchten der Meeresküste (Ästuare). In England selbst wie auch den verschiedenen Gebieten der britischen Kolonisation hat sich das Wort dann sukzessive bedeutungsgewandelt, auch zu entsprechenden Buchten an Seen, und zum einen als allgemeines Wort für kleinere Bäche und Gerinne, zum anderen für engere Wasserstraßen, und – weil diese seichten Meeresbuchten oft mit Flut und Ebbe trockenfallen – auch für intermittierende Gewässer, also regelmäßig oder zeitweise trockene Wasserläufe (Riviere) verschiedener Art.
Eigene Bedeutungen in unterschiedlichen Gebieten des englischen Sprachraumes:
- Im britischen Englisch wird damit allgemein ein Wasserlauf bezeichnet, der beim Wechsel der Gezeiten wasserführend ist. Dies entspricht der deutschsprachigen Bezeichnung Priel.
- In den USA und Kanada meint Creek einen meist kleinen Zufluss eines Flusses, meist in der Größe eines Baches, seltener in der eines kleinen Flusses.
  - An der Atlantikküste ist die ursprüngliche Bedeutung im Sinne (kleines) Ästuar noch erhalten, und entspricht Inlet (als schmale Form, während rundlichere Buchten Cove heißen).[2]
  - Im Küstengebiet der Florida Keys bezeichnet Creek einen schmalen Kanal zwischen eng beieinanderliegenden, der Küste vorgelagerten Inseln.
- In Indien handelt es sich um eine salzwasserführende Bucht, die von Mangroven umschlossen ist.
- In Australien handelt es sich um einen – auch größeren – Fluss, der für längere Zeit trockenfällt und nur selten Wasser führt, in der Regenzeit (periodisch) oder bei vereinzelten Niederschlägen im Hinterland (episodisch), einen Trockenfluss. Die Bedeutung entspricht damit etwa der eines Wadis im nördlichen Afrika oder eines Riviers im südlichen Afrika.
- In Ostafrika sind Creeks tief in das Land eindringende, oft verästelte Meeresbuchten, in die kleine Flüsse oder Bäche münden, deren Größe in keinem Verhältnis zum Ausmaß der Bucht steht. Laut des deutschen Geologen Wilhelm Bornhardt entstehen diese Creeks (in diesem Zusammenhang auch als Lehnwort Kriek gebräuchlich) dadurch, dass  durch das Vordringen des Meeres, also die relative Hebung des Meeresspiegels, die dem Meer benachbarten Teile des Flusstales unter Wasser gesetzt werden.[3]

Der Name ist in vielen englischsprachigen Gebieten sehr reich namensbildend, auch für andere Toponymika, also Orte, Gebiete und ähnliches.